# Orlando (famiglia)
Orlando è il cognome di una storica famiglia italiana, originaria della Sicilia.
In Sicilia è un'antica e illustre famiglia, il cui cognome deriva dal toponimo Capo d’Orlando. Tra i protagonisti del risorgimento italiano, nella seconda metà dell'Ottocento un ramo si trasferì in Liguria, dove diviene una delle famiglie imprenditoriali più importanti tra fine dell'Ottocento ed inizio del Novecento e del processo di industrializzazione del Paese.

## In Sicilia
Fonti certe riguardanti gli esponenti della famiglia risalgono al XV secolo, i quali erano originari di Caltagirone, Salemi, Sambuca e Palermo. Notiamo un Matteo che possedette il feudo lu Cathuso e Verbumcaudo, da lui perduto per essersi ribellato ai Martini; un dottor Giovanni, giurato in Caltagirone negli anni 1460, 1462 e 1472; un Antonino, capitano di giustizia di Salemi nel 1525-26; un Filippo, che acquistò nell’anno 1658 la baronia di Rabingallo; un Carlo, che fu governatore della Tavola (pubblico banco) di Palermo nel 1659, 1673; un Niccolò, che tenne la stessa carica nell’anno 1662; un Matteo, generale dell’ordine dei carmelitani e vescovo di Cefalù; un Giuseppe, abbate di Santa Anastasia nell’anno 1745;  un Pietro (1651-1699) a Trapani fu scultore; un Desiderio, giudice pretoriano di Palermo nel 1754. Un altro ramo si stabilì ad Alcamo. Altro ramo si rinviene a Prizzi, comune del palermitano, ove la famiglia operò oltre che nel settore agricolo anche in diversi settori imprenditoriali, contribuendo all’elettrificazione del paese. Discendenti del ramo prizzese risultano attivi nella vita politica e sociale isolana e non solo, ricoprendo, negli anni, incarichi anche di rilievo nelle istituzioni pubbliche. Il palermitano Vittorio Emanuele Orlando fu politico nonché presidente del consiglio più volte nella prima metà del XX secolo.

## Gli Orlando in Liguria
Dalla Sicilia arrivarono nel 1849 in Liguria e furono attivi nella cantieristica navale a Genova, passarono poi anche ad altri settori quali la siderurgia e la metallurgia. I nomi degli Orlando sono presenti nei consigli d'amministrazione delle principali industrie italiane. Negli anni venti del novecento, diventano proprietari anche di importanti società attive nella produzione d'energia e nelle telecomunicazioni e telefonia. Nella seconda metà del secolo scorso il nome Orlando è al pari di quello di nomi quali gli Agnelli, i Pirelli e i Falck. Sarà però il triumvirato degli Agnelli, Pirelli e Orlando, ad essere considerato fondamentale per cementare il capitalismo italiano e determinare gli indirizzi delle pressioni della Confindustria presso il Governo. Oggi gli interessi degli Orlando spaziano dal settore industriale al commercio e alla finanza.

### Gli Orlando e il risorgimento
Giuseppe Orlando di Colosa è considerato il capostipite della famiglia, d'origine siracusana ma stabilitosi a Palermo, possidente di terreni agricoli e di un'azienda meccanica a cui si rivolgevano gli agricoltori dell'isola per la costruzione di mulini e altre macchine agricole.  e di un'azienda meccanica Alla sua morte, avvenuta nel 1825, lascia la moglie Rosalia Castiglione e sette figli giovani; il senatore Luigi Orlando (1814-1896), Salvatore (1818 - 1881), Giuseppe (1820 - 1893), Paolo (1824 - 1891), Domenico (18. - 1837) Alfonso (1830-1904) e Lucia (..).
Nel 1834 il primogenito Luigi Orlando, divenuto ingegnere, aderisce alla Giovine Italia, seguito poi dagli altri fratelli.
Dopo un periodo in esilio da Palermo a Malta e in seguito al fallimento dei primi moti insurrezionali siciliani Luigi torna nell'isola e s'impegna attivamente nell'officina di famiglia introducendo la forza del vapore nella costruzione dei mulini da grano, e riscuote successo con la fabbricazione delle prime molle per materassi. Il carattere imprenditoriale orientato all'innovazione della meccanica è spesso osteggiato dai Borbone, per le sue idee liberali ed è più volte costretto a lasciare la Sicilia. Fu costruttore della prima nave a vapore in ferro italiana, "La Sicilia",  già nel 1845.
Nel 1847, trasferitisi a Roma, Luigi e Giuseppe dimostrano entusiasmo verso la rivoluzione e alla costituzione della Repubblica romana portando tra l'altro con sé un tricolore, dono degli insorti palermitani, e riportandolo poi nel capoluogo siciliano. Luigi, in Campidoglio, sale in cima alla statua equestre di Marco Aurelio issandovi la bandiera italiana.
Alla notizia della momentanea sconfitta del potere Borbonico a Palermo e in tutta la Sicilia in seguito alla rivoluzione siciliana del 1848, Paolo e Luigi rientrano subito e sono incaricati di recarsi in Francia per comprare forniture di armi. Ma i francesi e gli inglesi, inizialmente parteggianti con la causa risorgimentale raffreddano presto il loro ardore, mandando a monte il progetto. Gli Orlando combattono a Catania ma nell'aprile 1849, dopo un anno ed un giorno d'indipendenza, il Parlamento siciliano accetta le condizioni dei Borboni che rientrano nella capitale. 
Gli Orlando assieme a molti altri patrioti sono costretti a fuggire all'estero e si recano a Genova, dove trovano le condizioni favorevoli per creare una florida attività cantieristica, siderurgica e meccanica. 
Lo stabilimento meccanico Orlando venne fondato nel 1850 nel quartiere genovese di Ponte Pila (attuale Foce): produceva inizialmente letti di ottone e ferri da stiro, poi passò ai tubi per acquedotti, ai torchi per i frantoi, alle macchine tessili, e infine ai motori a vapore.
Entrambi i fratelli, nonostante l'impegno industriale continuano a sostenere la causa dell'unità italiana. Sono in ottimi rapporti sia con Mazzini  che con Cavour, grazie alla loro amicizia con il finanziatore Giuseppe Natoli, barone di Scaliti, che nel governo Cavour fu più volte Ministro.
La protezione del governo guadagnò agli Orlando vari appalti pubblici: innanzitutto quello dei lavori di escavazione nei porti del Regno di Sardegna; poi un secondo intervento del governo permise a Luigi di fondare nel 1854 la Società di navigazione per il servizio "Genova-Marsiglia". 
Infine il governo Cavour affidò a Luigi la direzione dell'Ansaldo nel 1859.
Alla fine degli anni cinquanta i fratelli Orlando si riaffacciano alla politica come protagonisti diretti. Casa Orlando a Genova diventa centro di cospirazione. Rosolino Pilo (1810 - 1860) ne è un assiduo frequentatore con Francesco Crispi (1818 - 1901). È proprio Crispi a presentare Garibaldi agli Orlando. La loro comunione di vedute e d'azione è oggi ancora confermata dalla numerosa corrispondenza conservata dalla famiglia.
Nel 1857 gli Orlando sostengono con mezzi e denaro l'impresa meridionale di Carlo Pisacane (1818 - 1857). A causa di questo coinvolgimento la prefettura di Genova aveva già preparato il decreto di espulsione dei fratelli Orlando, quando il governo lo bloccò "a motivo dei servizi che rendono al Paese e al Governo come industriali".
Giuseppe partecipa attivamente alla spedizione dei Mille al comando delle macchine del “Lombardo” e del “Piemonte” (di proprietà della compagnia Rubattino), ma al momento dello sbarco Garibaldi ordina a Giuseppe di rimanere a bordo del battello. Ciò contribuirà ad impedire la cattura delle due imbarcazioni: Giuseppe, infatti, al sopraggiungere della flotta borbonica, aprì i boccaporti allagando ed affondando i due bastimenti. Questo gli valse la medaglia di bronzo al valor militare. Nella spedizione dei Mille Luigi dona a Garibaldi una serie di cannoni fatti costruire appositamente nelle fonderie dell'Ansaldo.
Dopo lo sbarco a Marsala nel corso della spedizione dei Mille Garibaldi nomina nel maggio 1860 Paolo Orlando (1824 - 1891) ministro dei Lavori Pubblici nel suo governo dittatoriale.

## Gli Orlando a Livorno
Con la costituzione del Regno d'Italia l'attività cantieristica si allarga con la costruzione dei cantieri navali di Livorno, su concessione governativa dei cantieri San Rocco firmata dal Ministro delle Finanze e della Marina, Quintino Sella (1827 – 1884). Nel 1865 la famiglia si trasferì a Livorno e nel 1866 fondò i cantieri navali "Fratelli Orlando" di Livorno, di cui Luigi divenne direttore.
All'inizio del Regno gli Orlando mantengono forti legami con Garibaldi, nonostante le disavventure che il Generale ebbe nel corso dei primi anni (Aspromonte prima e Mentana poi), tanto che, nel 1873, in occasione di una grave crisi finanziaria subita dai Cantieri Orlando, lo stesso Garibaldi fece loro un prestito sulla parola di 100.000 lire dell'epoca, restituito dopo cinque anni senza interessi.
Dopo la svolta del 1876, con l'avvento della sinistra al governo, cresce il ruolo di molti degli storici amici degli Orlando, in particolare del siciliano Francesco Crispi, presidente del Consiglio nell'ultima decade dell'Ottocento.
In questi anni tra ottocento ed inizio novecento gli Orlando (figli di Luigi 1814 - 1896) presero parte attiva alla vita politica nazionale e locale. Rosolino Orlando (1860 - 1924) fu sindaco di Livorno dopo la prima guerra mondiale, mentre il fratello Paolo (1858 - 1943) divenne Senatore del Regno ed ebbe un ruolo fondamentale per la costruzione del porto di Ostia. Una nipote di Luigi Orlando, Margherita (1897 - 1918), figlia di Maria Orlando, sposata Kaiser, è l'unica donna sepolta al Sacrario Militare di Redipuglia. Negli anni 30 fu grazie alle forti relazioni con Costanzo Ciano che il Cantiere Orlando fu salvato e fuso con i Cantieri Navali Odero e l'Odero - Terni, diventando Cantieri Navali Odero-Terni-Orlando.

### I Cantieri e la Siderurgia

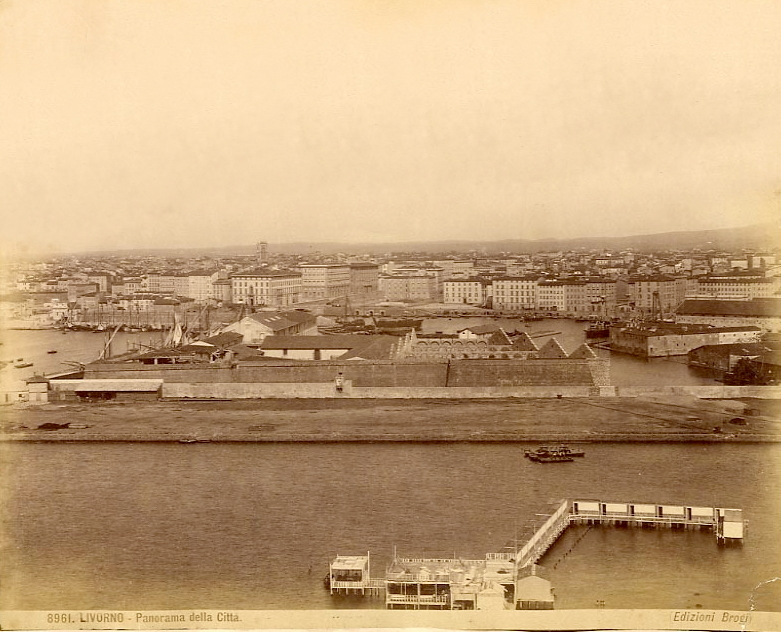
Immagine d'epoca con l'area del Cantiere Orlando in primo piano

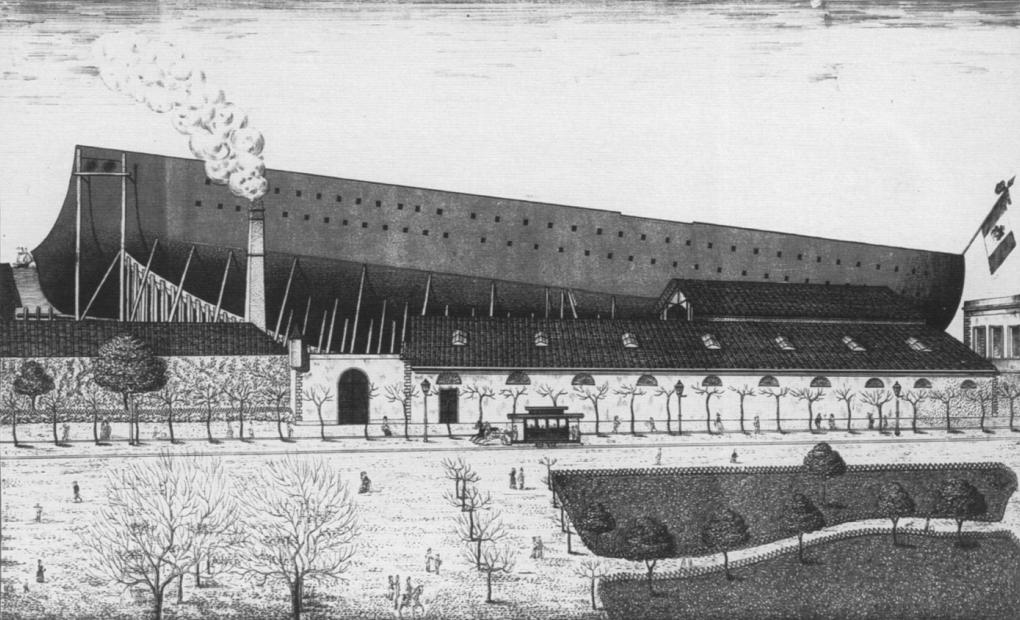
La corazzata "Lepanto" in costruzione al Cantiere Orlando

Approdati a Genova, dove la politica di Cavour sembra offrire opportunità di sviluppo e di impresa, i fratelli Orlando, grazie anche a numerose amicizie e conoscenze, riescono in pochi anni a costruire varie attività:
- una fabbrica per la produzione di letti di ottone e ferri da stiro;
- una segheria di legname in località Sturla;
- un'officina idraulica in San Pier d'Arena;
- un'officina per la produzione di tubi per acquedotti, torchi per olio, macchine tessili, ponti in legno e motori;
- I Cantieri della Pila dove costruiscono i primi piroscafi a motore interamente realizzati in Italia;

Nel 1856 è costruito il “Sicilia” primo piroscafo di ferro costruito in Italia con prima macchina navale italiana. Cavour affida a Luigi la direzione delle officine Ansaldo.
Nel 1865 i Fratelli Orlando ottengono in concessione l'arsenale navale di S. Rocco di Livorno. In pochi anni il cantiere sarà sviluppato e trasformato fino a divenire un moderno cantiere navale nel quale escono non solo navi da crociera o mercantili ma anche corazzate militari tali da competere con le corazzate di altre nazioni avanzate quali Inghilterra e Germania. Il cantiere navale S. Rocco di Livorno sarà, da questo momento, chiamato Cantiere navale fratelli Orlando. Ciò segna l'inizio dell'impegno degli Orlando nella città labronica. Tale impegno si estenderà anche verso altri settori industriali (metallurgica, cementificio, ceramica, vetro) e durerà fin dopo la II Guerra Mondiale. Alla morte di Luigi il cantiere sarà diretto dal figlio Giuseppe Orlando (1855 - 1926) che liquiderà i fratelli maschi; Salvatore Orlando (1856 - 1926), Paolo Orlando (1858 - 1943), Rosolino Orlando (1860 - 1924) e Luigi Orlando (1862 - 1933). Le figlie di Luigi Orlando (1814 - 1896), Rosalia, Settimia, Ottavia e Maria, erano già escluse dalla proprietà dei cantieri poiché, alla morte del padre, avevano scelto l'opzione, che questo le aveva lasciato in testamento, di un legato del valore di 100.000 Lire (più 100.000 Lire di dote) dell'epoca. Ma quando, alla costituzione della Fratelli Orlando & C., il cantiere fu valutato 8 milioni di Lire, esse fecero causa ai fratelli richiedendo l'annullamento del legato. 
Giuseppe Orlando proseguì l'attività iniziata dal padre ed acquisì numerose altre attività affini alla cantieristica come ad esempio nel 1924, dopo essere subentrato nella gestione dei Cantieri Navali Ganz Danubius, grande realtà industriale di Fiume, e consigliato dal Generale Giardino, futuro Maresciallo d'Italia e governatore tra il 1923 e il 1924 dello Stato libero di Fiume, rilevò anche il Silurificio Whitehead di Fiume. Nel febbraio del 1924 venne costituita la "Società di Esercizio Anonima-Stabilimento Whitehead" per la gestione del silurificio, che riprendeva così l'attività sotto la direzione dello stesso ingegnere Orlando, nominato presidente della società; tra il 1924 e il 1934, l'azienda che nel 1928 assunse la denominazione di Silurificio Whitehead di Fiume S.A., venne riammodernata, con l'acquisto di nuovi macchinari, l'ampliamento delle officine, la costruzione di una nuova stazione di lancio e di una catapulta per i siluri destinati agli aeroplani.
L’operazione più importante si concretizza però nel 1899, quando insieme all’altro grande esponente della cantieristica italiana, Attilio Odero, entra nel gruppo di controllo della società Alti Forni Acciaieria e Fonderia di Terni, la principale impresa siderurgica italiana.
Alla morte di Giuseppe Orlando, nel 1926, prenderà la direzione del cantiere il figlio Luigi Orlando (1886 - 1940) che fu consigliere della Camera dei Fasci e delle Corporazioni e da non confondersi con Luigi della SMI. Nel 1945 Marcello Orlando (1898 - 1979), figlio di Salvatore (1856 - 1926), dirigerà il cantiere di proprietà, oramai, della OTO. Sarà l'ultimo degli Orlando a dirigere il cantiere.
La storia dei Cantieri Orlando è caratterizzata dal problema della “continuità” dovuto non solo all'incertezza delle commesse pubbliche ma anche dalla volatilità dei prezzi delle materie prime e della moneta. Fu, infatti, durante la costruzione del "Trento" (1925 - 1929), incrociatore da circa 10.000 tonnellate, che una forte svalutazione della lira portò i Cantieri al dissesto finanziario. Fu grazie a Costanzo Ciano che l'"Odero Terni" (maggiore azionista del cantiere e creditrice per la fornitura d'acciaio del Trento) intervenne per salvare i Cantieri Orlando, grazie ad una triplice fusione con i Cantieri Navali Odero, formando, nel 1929, la Società cantieristica siderurgica Odero-Terni-Orlando, con sede amministrativa a Genova.
Con la costituzione dell'IRI nel 1933, il cantiere, come la gran maggioranza della cantieristica navale italiana, è nazionalizzato.
Oggi la OTO Melara e la Whitehead Sistemi Subacquei (WSS) sono confluite nel Gruppo industriale Leonardo - Fincantieri. La società è quotata nell'indice FTSE MIB della Borsa di Milano. Il Cantiere Navale Fratelli Orlando è stato acquisito nel 2003 Gruppo Benetti-Azimut.

### "La Metallurgica"
Luigi Orlando (1862-1933), figlio di Luigi Orlando (1814-1896), è nominato curatore fallimentare della Società Metallurgica Italiana - SMI, una società di proprietà prevalentemente francese, operante nel settore dei metalli non ferrosi, fondata a Roma nel 1886 e quotata alla borsa di Milano fin dal 1897. Ritenendo di poterne risanare la difficile situazione economica, Luigi ne acquista la maggioranza nel 1902. La SMI è proprietaria di tre stabilimenti situati a Livorno, Limestre e Mammiano.
Nel 1906 la SMI, insieme alla Deutsch Vesterreichische Mannesman-Werke di Düsseldorf, fonda la Società Tubi Mannesmann (oggi Dalmine), con stabilimenti a Dalmine, per la produzione di tubi in acciaio senza saldatura la cui produzione all'epoca era totalmente rifornita dall'estero. Nel 1911 SMI cederà al socio austro-tedesco le proprie azioni.
All'inizio del XX secolo la guerra di Libia ed il conflitto mondiale arrivano in soccorso alla difficile situazione della SMI. Nel 1910 lo Stato Italiano affida una commessa alla società per la produzione di munizioni per pistole, fucili, moschetti e artiglieria leggera per l'esercito e la marina italiana. La SMI costruirà in solo un anno lo stabilimento a Campo Tizzoro, che rimarrà in produzione fino al 2006, producendo laminati industriali di rame e sue leghe.
Nel 1915 viene acquistato lo stabilimento di Pont-Saint-Martin per aumentare la produzione di materiale bellico. Inizia la costruzione dello stabilimento di Fornaci di Barga per la fabbricazione di cartucce per fucili e di bossoli da cannone. Con la costruzione del nuovo stabilimento, la SMI passa dalle 6.000 tonnellate di produzione del 1902 alle oltre 36.000 del 1917.
Lo stabilimento di Fornaci di Barga è costruito in 12 mesi, finanziato principalmente da capitali pubblici.
Nel 1917 lavoravano a Fornaci di Barga circa 7.000 persone. Nel 1920 Luigi Orlando decide di concentrare le sue partecipazioni industriali in una holding. Fonda la Generale Industria Metallurgica, meglio nota come GIM (verrà ammessa a quotazione nel 1930).
Il 1º novembre 1933 muore all'età di 77 anni Luigi Orlando (1862-1933). Gli succederà il figlio Salvatore già amministratore delegato del Gruppo da circa un anno. Salvatore Orlando opera il consolidamento del gruppo a livello nazionale. Nel 1935 viene acquistata la maggioranza della Società Metallurgica Bresciana (già Tempini). Nel 1954 acquista la maggioranza del pacchetto azionario della società Industrie Lamiere Speciali, quotata in borsa. Società Azionaria Carlo Viola – ILSSA Viola SpA (Pont St. Martin – Aosta), uno dei maggiori produttori italiani di lamiere in acciaio inossidabile. (Sarà chiusa nel 1986 a seguito della crisi dell'acciaio e della forte presenza nel settore del Governo italiano – TERNI).
Nel 1965, al fine di rafforzare la sua presenza sui mercati stranieri, SMI, in partnership con alcuni distributori locali dei maggiori paesi europei, costituisce CUPROMET, una rete di società commerciali a capitale misto per la commercializzazione dei prodotti SMI. Nel 1969 viene rilevato da Finmeccanica, holding finanziaria di Stato, il 50% della società Delta – Società Metallurgica Ligure (proprietaria dello stabilimento di Serravalle Scrivia), costituendo uno dei primi casi di privatizzazione in Italia (Delta sarà acquisita al 100% nel 1973). 
A metà degli anni settanta Salvatore Orlando lascia la guida del Gruppo a favore del figlio Luigi Orlando (1927-2005). Luigi espanse il gruppo di famiglia dalla realtà nazionale a quella internazionale della produzione dei semilavorati di rame e sue leghe. Negli anni ottanta viene focalizzata l'attività nel rame, dismettendo le attività nella produzione dei laminati in acciaio inox (Ilssa Viola) e dei manufatti in argento (Broggi). A partire dal 1996 vengono acquisiti i più importanti rivali europei. Nel 1987 viene acquisito, dal gruppo francese Pechiney, la "Trefimetaux", e nello stesso anno viene conclusa l'acquisizione della società spagnola SIA – Sociedad Industrial Asturiana. Negli anni novanta la SMI acquisisce, dal gruppo tedesco MAN, la società tedesca KME – KABELMETAL, il maggior produttore tedesco di semilavorati di rame e sue leghe. Così, in un'unica operazione, raddoppia fatturato e produzione. 

#### Gli anni 2000
Nel 2003, infine, la SMI acquista la società inglese Yorkshire Copper Tube Ltd. Luigi Orlando muore nel 2005 dopo aver passato il timone al figlio Salvatore Orlando (1957 - 2012) in uno dei momenti più delicati della storia del Gruppo. Infatti a seguito della crisi economica, della speculazione delle materie prime e del forte indebitamento il gruppo si trova a dover affrontare un'ampia operazione di ristrutturazione finanziaria. Tale operazione terminerà con l'ingresso nell'azionariato del private equity iNTEK SpA, già quotato alla Borsa di Milano. Nel 2006 la SMI avvia un progetto di re-branding per essere maggiormente riconoscibile su tutti i mercati in cui opera. Decide, perciò, di cambiare nome in KME, utilizzandolo per tutte le controllate internazionali. Nel 2007 la GIM viene fusa nella iNTEK di Vincenzo Manes, che già da tre anni è l'azionista di controllo mentre gli Orlando sono azionisti di minoranza con l'8-9%. Nel 2010 attraverso una complessa operazione di scissione parziale proporzionale inversa la KME viene separata dalla iNTEK e diventa una holding di partecipazioni industriali focalizzata in tre settori principali. Il settore rame con la KME, il settore delle energie rinnovabili, con la Ergycapital (quotata alla Borsa di Milano nel 2007), e il settore dei servizi con il Gruppo Drive Rent. La famiglia Orlando è arrivata alla sesta generazione come azionista di controllo della SMI (oggi KME). Salvatore Orlando, deceduto nel 2012, è stato l'ultimo esponente della famiglia a presiedere il Gruppo. Oggi, della famiglia, rimangono a lavorare nel gruppo Paolo Orlando (1969), amministratore e dirigente, e Luigi Orlando (1965), direttore commerciale.

### Leutilitieselettriche e telefoniche

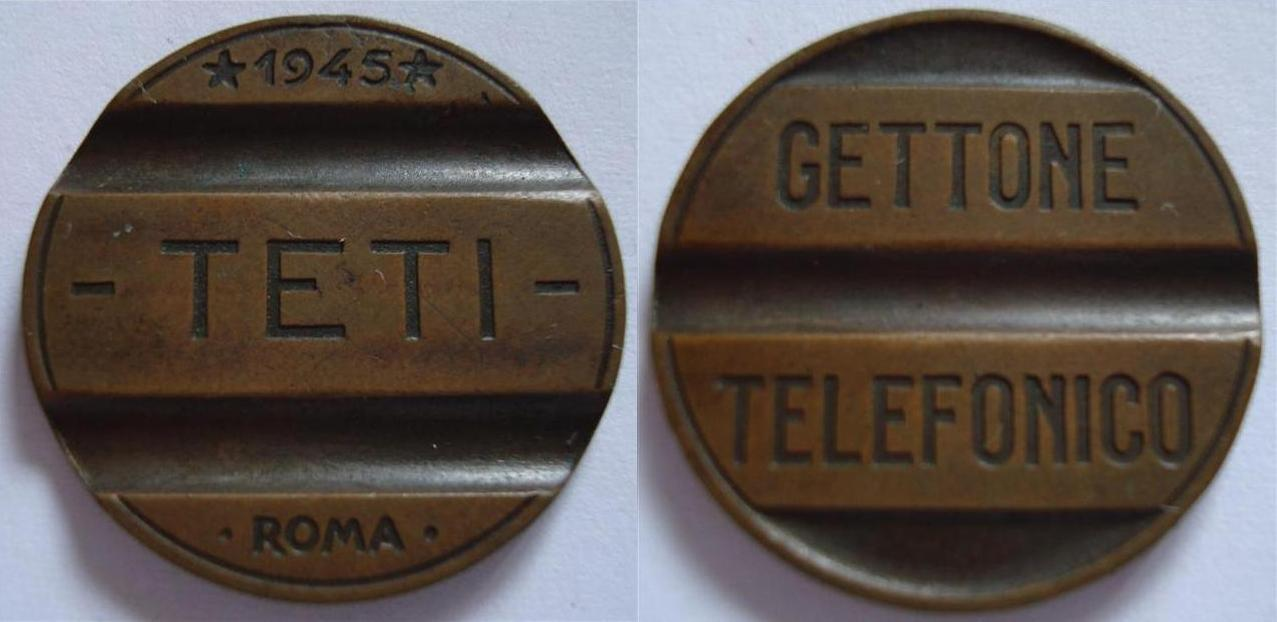
Gettone telefonico TETI a tre scanalature del 1945.

Luigi Orlando (1862-1933), figlio di Luigi Orlando (1814-1896), fonda, nel 1905, la SELT - Società Ligure Toscana di Elettricità con il sostegno del gruppo industriale degli Odero di Genova e della Banca Commerciale Italiana. La SELT iniziò lo sfruttamento idroelettrico della Garfagnana, l'area regionale più ricca di acque e di salti di quota. Nel 1923 una complessa manovra finanziaria portò alla fusione della SELT con la Valdarno e al controllo da parte della nuova società del pacchetto azionario della Società Elettrica dell'Italia Centrale (proprietaria del grande impianto di Nera Montoro in Umbria). L'operazione, condotta da Alberto Lodolo con il sostegno di importanti gruppi industriali e finanziari: Società Italiana per le Strade Ferrate Meridionali (l'attuale Bastogi), Orlando, Credito Italiano, Banco di Roma e Banca Commerciale, coadiuvati da Mediobanca, portò alla costituzione della società di partecipazioni "La Centrale", che in breve tempo controllò le principali società elettriche della Toscana e del Lazio (tra cui la Romana di Elettricità) e la società telefonica TETI. Nel dopoguerra, dopo la ricostruzione e l'ammodernamento degli impianti distrutti (la maggior parte), la Selt-Valdarno continuò lo sfruttamento idroelettrico del bacino imbrifero del Serchio e più tardi dell'Arno. 
Contribuì al bilancio energetico regionale, soprattutto a partire da questo secondo dopoguerra, il contributo degli impianti termici di Livorno, Piombino, Portoferraio, S. Barbara.
Nel dicembre del 1955 fu costituita la SELNI - Società Elettronucleare Italiana - (centrale nucleare Enrico Fermi), per la realizzazione della prima centrale nucleare italiana. Al capitale della SELNI parteciparono, in modo paritetico, elettroproduttori privati (Edison, SADE, Romana, SELT-Valdarno e SGES) e pubblici (IRI-Finelettrica con SME, SIP, Terni e Trentina). 
Per la localizzazione dell'impianto fu accettato un terreno offerto dal comune di Trino Vercellese. 
I lavori per la costruzione della centrale iniziarono nel 1961 e si conclusero in meno di tre anni. Il 21 giugno 1964 il reattore raggiunse la prima criticità e a partire dal 22 ottobre 1964 iniziò a immettere elettricità in rete, operando - per effetto delle trasformazioni apportate al primo progetto - con una potenza elettrica di targa di 270 MW.
Nel 1966, per effetto della legge sulla nazionalizzazione elettrica, la proprietà della centrale passò all'Enel.
Nel bilancio del 1963 viene riportata la seguente nota; “L'entrata in servizio della centrale avrebbe potuto essere notevolmente anticipata se le competenti Autorità avessero concesso con tempestività le necessarie autorizzazioni amministrative”.
La TETI (Società Telefonica Tirrenica) fu fondata il 15 ottobre 1924 da Luigi Orlando (1862-1933) e da Alberto Pirelli in una sorta di joint venture tra il gruppo Orlando e la Pirelli.
Nei primi anni di attività la Teti incrementò i suoi abbonati dai 37 000 del 1925 ad oltre 108.464 nel 1933, e nonostante la crisi degli anni trenta e lo scoppio della seconda guerra mondiale continuò a crescere passando da 156.545 utenti del 1939 a 668.337 nel 1957. 
Entrata nell'orbita della holding di partecipazioni "Centrale", La TETI e la Centrale divennero le principali aziende telefoniche ed elettriche nel Centro Italia. Con la scadenza delle concessioni telefoniche, nel 1958 entra nell'orbita IRI-STET fino ad essere incorporata nella SIP nel 1964. Con la nazionalizzazione dell’energia elettrica nel 1962, la finanziaria La Centrale, che deteneva le partecipazioni elettriche dei gruppi Orlando e Pirelli, si dimostrò largamente impreparata a gestire la fuoriuscita dal settore disperdendo gli imponenti indennizzi ricevuti in iniziative rivelatesi deludenti o sbagliate.

## Stemma
D’azzurro, con una lozanga fiorata d’oro